# Valentina Spongia
Valentina Spongia (Trieste, 12 ottobre 1958) è un'ex ginnasta italiana.
Ha fatto parte della Nazionale italiana di ginnastica artistica, dove ha vinto l'oro a squadre e l'argento nel volteggio ai Giochi del Mediterraneo di Algeri nel 1975. Ha inoltre partecipato ai Giochi olimpici di Montréal del 1976.
Laureata in lettere, è istruttrice federale e giudice nazionale.